# 合肥经济技术开发区
合肥经济技术开发区（简称：合肥经开区）是位于中国安徽省合肥市的国家级经济技术开发区，位于合肥市西南部。合肥经济技术开发区成立于1993年4月3日，2000年2月，晋升为国家级经济技术开发区。合肥经济技术开发区实有人口53.2万人，代管蜀山区的高刘街道及芙蓉、莲花、临湖、海恒、锦绣等五个街镇级社区，并设有合肥出口加工区和合肥空港经济示范区，综合发展水平在全国219家国家级开发区中排名第13位。

## 行政区划
下辖以下地区：
莲花社区管理委员会、芙蓉社区管理委员会、锦绣社区管理委员会、海恒社区管理委员会、临湖社区管理委员会、高刘街道办事处、新港工业园和合淮合作区。